# Edward Planckaert
Pour les articles homonymes, voir Planckaert.
Edward Planckaert, né le 1er février 1995 à Courtrai, est un coureur cycliste belge, membre de l'équipe Alpecin-Fenix. Ses frères Baptiste et Emiel sont également cyclistes.

## Biographie
Fin aout 2020, il se classe dixième de la Brussels Cycling Classic.

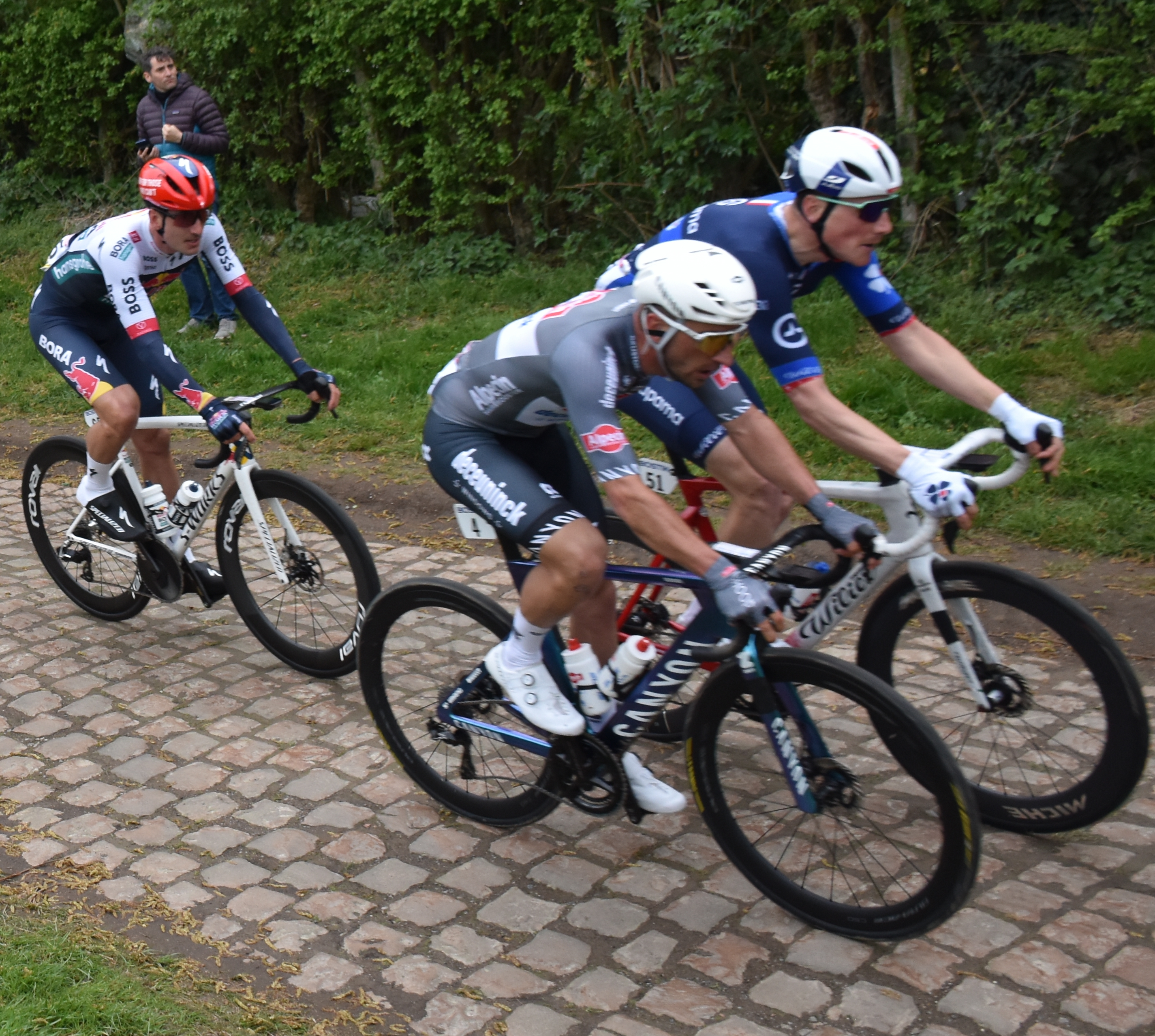
Edward Planckaert #4 - Paris-Roubaix 2025.

## Palmarès

### Par année
- 2012
  - 2e du championnat de Flandre-Occidentale juniors
- 2013
  - 3e du Grand Prix André Noyelle
- 2016
  - Gand-Staden
- 2018
  - 2e de la Flèche du port d'Anvers
  - 3e d'À travers les Ardennes flamandes
- 2021
  - 1re étape du Tour de Burgos

### Résultats sur les grands tours

#### Tour de France
1 participation
- 2022 : 110e

#### Tour d'Italie
2 participations
- 2024 : 95e
- 2025 : 102e

#### Tour d'Espagne
3 participations
- 2021 : 122e
- 2023 : 136e
- 2024 : 116e

### Classements mondiaux
| Année                                 | 2016 | 2017 | 2018 | 2019 | 2020 | 2021  | 2022  | 2023 | 2024  |
| ------------------------------------- | ---- | ---- | ---- | ---- | ---- | ----- | ----- | ---- | ----- |
| Classement mondial                    | 873e | 495e | 298e | 491e | 239e | 1033e | 2511e | 776e | 1065e |
| UCI Europe Tour                       | 559e | 265e | 150e | 379e | 199e | 768e  | 1535e | nc   | nc    |
|                                       |      |      |      |      |      |       |       |      |       |
| Légende : nc = non classéSource : UCI |      |      |      |      |      |       |       |      |       |